# Gika Lopes
Givaldo da Silva Lopes, mais conhecido como Gika (Serrinha, 21 de fevereiro de 1959) é um político e comerciante brasileiro, formado pela Universidade do Estado da Bahia (UNEB). Foi vice-prefeito  de Serrinha do ano de 2013 até 2014. Exerceu o mandato  de deputado estadual 
de 2015 a 2019.

## Desempenho Eleitoral
| Ano  | Eleição               | Cargo             | Partido                                                                                       | Partido | Coligação                                      | Companheiro de chapa | Votos  | Votos | Votos  | Resultado | Ref |
| Ano  | Eleição               | Cargo             | Partido                                                                                       | Partido | Coligação                                      | Companheiro de chapa | Total  | %     | P.     | Resultado | Ref |
| ---- | --------------------- | ----------------- | --------------------------------------------------------------------------------------------- | ------- | ---------------------------------------------- | -------------------- | ------ | ----- | ------ | --------- | --- |
| 2012 | Municipal de Serrinha | Vice prefeito     |                                                                                               | PSB     | (PT, PSB, PSL, PR, PPS, PHS,PTC,PV, PSD,PCdoB) | Osni Cardoso (PT)    | 24.142 |       |        | Eleito    |     |
| 2014 | Estadual da Bahia     | Deputado Estadual |                                                                                               | PT      |                                                | -                    | 43.894 |       |        | Eleito    |     |
| 2024 | Municipal de Serrinha | Vice prefeito     | Pra Seguir Em Frente (MDB, FE Brasil, PSB, PP, PDT, PODE, Solidariedade, Fed. PSDB Cidadania) | PT      | Cyro Novais (MDB)                              | 21.100               | 43,56% | 1°    | Eleito |           |     |